# Haradszczyna
Haradszczyna (biał. Гарадшчына; ros. Городщина) – wieś na Białorusi, w obwodzie mohylewskim, w rejonie mohylewskim, w sielsowiecie Bujniczy. Od północy i wschodu graniczy z Mohylewem.
W pobliżu znajduje się przystanek kolejowy Haradszczyna, położony na linii Osipowicze – Mohylew.